# Operació Brevetat
L'Operació Brevetat (anglès:  Operation Brevity) va ser una ofensiva limitada realitzada a mitjans de maig de 1941, durant la campanya del desert occidental de la Segona Guerra Mundial. Concebuda pel comandant en cap del Comandament britànic de l'Orient Mitjà, el general Archibald Wavell, Brevety pretenia ser un cop ràpid contra les febles forces de primera línia de l'Eix a la zona de Sollum-Capuzzo-Bardia a la frontera entre Egipte i Líbia.
Tot i que l'operació va tenir un començament prometedor, creant confusió a l'alt comandament de l'Eix, la majoria dels seus guanys es van perdre per contraatacs locals, i amb els reforços alemanys que es van precipitar al front, l'operació va ser cancel·lada al cap d'un dia.
Egipte havia estat envaït per les forces italianes amb base a Líbia el setembre de 1940, però al febrer de l'any següent una contraofensiva britànica havia avançat fins a Líbia, destruint el Desè Exèrcit italià en el procés. L'atenció britànica es va traslladar llavors a Grècia, que estava sota l'amenaça d'una invasió de l'Eix. Mentre les divisions aliades es traslladaven del nord d'Àfrica, els italians van reforçar les seves posicions i van rebre el suport de l'arribada de l'Afrika Korps sota el comandament del general Erwin Rommel. Prenent ràpidament l'ofensiva contra el seu oponent distret i amb unes línies logístiques massa estirades, a l'abril de 1941 Rommel havia fet retrocedir les forces britàniques i de la Commonwealth a Cirenaica a través de la frontera egípcia. Tot i que el front es trobava ara a la zona fronterera, la ciutat portuària de Tobruk —160 km dins de Líbia— havia resistit l'avanç de l'Eix, i la seva important guarnició australiana i britànica constituïa una amenaça important per a la llarga cadena de subministrament de Rommel. Per tant, va comprometre la seva principal força a assetjar la ciutat, deixant la línia del front protegida de manera limitada.
Wavell va definir els principals objectius de l'Operació Brevity com l'adquisició de territori des del qual llançar una nova ofensiva planificada cap a Tobruk, i l'esgotament de les forces alemanyes i italianes a la regió. El 15 de maig, el brigadier William Gott va atacar en tres columnes amb una força mixta d'infanteria i blindats. El pas d'Halfaya, estratègicament important, va ser pres contra una dura defensa italiana, i més endins a Líbia es va capturar el fort Capuzzo, però els contraatacs alemanys sota el comandament del coronel Maximilian von Herff van recuperar el fort durant la tarda i van causar nombroses baixes entre els seus defensors. Gott —preocupat perquè les seves forces estaven en perill de ser atrapades pels blindats alemanys en camp obert— va realitzar una retirada esglaonada cap al pas d'Halfaya el 16 de maig, i Brevity es va cancel·lar. L'operació britànica va fer present a Rommel la importància del pas d'Halfaya com a ruta segura de subministrament i, 11 dies després, va ser recuperat durant l'operació Skorpion, el contraatac alemany.

## Antecedents
A principis de setembre de 1940, el 10è Exèrcit italià amb seu a Líbia va dur a terme la invasió italiana d'Egipte i tres mesos més tard, les tropes britàniques i de la Commonwealth de la Força del Desert Occidental van iniciar una contraofensiva amb el nom en clau d'Operació Compass. En dos mesos, els britànics van avançar 800 km, ocupant la província italiana de Cirenaica i destruint el 10è Exèrcit. L'avanç es va aturar el febrer de 1941 a causa de l'escassetat de subministraments i per donar prioritat a la batalla de Grècia. Rebatejat com XIII Cos i reorganitzat sota el Comandament de Cirenaica (CYRCOM), les tropes de l'antiga Força del Desert Occidental van adoptar una postura defensiva. Durant els propers mesos, el CYRCOM va perdre el seu comandant, el tinent general Sir Henry Maitland Wilson, seguit de la 2a divisió de Nova Zelanda i la 6a divisió australiana que van ser enviats a Grècia en l'operació Lustre. La 7a Divisió Blindada, sense pràcticament cap tanc en servei, també va ser retirada i enviada al Delta del Nil per descansar i reavituallar-se. Wilson va ser substituït pel tinent general Philip Neame; parts de la 2a Divisió Cuirassada i la 9a Divisió australiana es van desplegar a Cirenaica, però ambdues formacions eren inexpertes, mal equipades i, en el cas de la 2a Divisió Cuirassada, amb molt baixes, després dels destacaments a Grècia.
Els italians van respondre enviant la 132a Divisió Blindada Ariete i la 102a Divisió Motoritzada Trento al nord d'Àfrica. Des de febrer de 1941 fins a principis de maig, l'operació Sonnenblume va veure l'arribada de l'Afrika Korps a Trípoli per reforçar els seus aliats italians. Comandat pel general Erwin Rommel i format per la 5a Divisió lleugera i la 15a Divisió Panzer, l'Afrika Korps havia de bloquejar els intents aliats d'expulsar els italians de la regió. Rommel es va aprofitar de la debilitat dels seus oponents i sense esperar que les seves forces s'apleguessin completament, va passar ràpidament a l'ofensiva. Durant març i abril, les unitats restants de la 2a Divisió Curiassada van ser destruïdes a mesura que les forces de l'Eix avançaven, la qual cosa també va obligar les forces britàniques i de la Commonwealth a retirar-se.
Neame i l'oficial general que comandava les tropes britàniques a Egipte, el tinent general Richard O'Connor, van ser capturats i l'estructura de comandament britànica va haver de ser reorganitzada. El CYRCOM va ser dissolt el 14 d'abril i les seves funcions de comandament van ser assumides pel nou Quarter General del Western Desert Force (Tinent-General Noel Beresford-Peirse). La 9a Divisió d'Infanteria australiana va retrocedir al port de la fortalesa de Tobruk i les forces britàniques restants es van retirar 100 milles més a l'est fins a Sollum a la frontera entre Egipte i Líbia. Amb la força principal de l'Eix dirigint el setge de Tobruk, un petit grup de batalla (Kampfgruppe) comandat pel coronel Maximilian von Herff va continuar avançant cap a l'est. Capturant Fort Capuzzo i Bardia de passada, va avançar cap a Egipte; a finals d'abril havia pres Sollum i el pas de Halfaya, important tàcticament. Rommel va guarnicionar aquestes posicions, va reforçar el Kampfgruppe i va ordenar que es posés a la defensiva.
La guarnició de Tobruk va rebre subministraments de la Royal Navy i Rommel no va poder prendre el port. Aquest fracàs va ser important; les seves posicions de primera línia a Sollum es trobaven al final d'una cadena de subministrament que s'estenia des de Trípoli i estava amenaçada per la guarnició de Tobruk. La necessitat d'assetjar Tobruk li va impedir reforçar les seves forces a Sollum, fent poc pràctics els nous avenços a Egipte. En mantenir la possessió de Tobruk, els Aliats havien recuperat la iniciativa.

## Preludi

El camp de batalla sobre el qual es va lliurar l'operació Brevetat

El general Archibald Wavell, el comandant en cap del Comandament britànic de l'Orient Mitjà, va concebre l'operació Brevity com un cop ràpid a la zona de Sollum. Wavell pretenia crear les condicions avantatjoses per llançar l'Operació Battleaxe, la principal ofensiva que planejava per al juny. Els objectius principals de l'operació Brevity eren recuperar el pas d'Halfaya, expulsar l'enemic de les àrees de Sollum i Fort Capuzzo i esgotar les forces de Rommel. Un objectiu secundari era avançar cap a Tobruk, encara que només en la mesura que els subministraments ho permetessin, i sense arriscar la força compromesa amb l'operació.

## Batalla

### Columna central
El 13 de maig, els batallons d'infanteria de Wavell van començar a concentrar-se a les seves línies de sortida, seguits pels regiments de tancs durant les primeres hores del 15 de maig. A les 06:00, les tres columnes van començar el seu avançament, recolzades per sobre per una patrulla permanent de caces Hawker Hurricane.A l'arribar al cim del pas d'Halfaya, el grup de la 22a Brigada de la Guàrdia es va enfrontar amb una forta oposició d'una companyia Bersaglieri, recolzada per canons antitanc, sota el comandament del coronel Ugo Montemurro. Aquesta unitat va lluitar tenaçment i aquest fet va canviar la mala impressió que Rommel tenia dels seus aliats italians. Obrint foc sobre els tancs britànics atacants, els Bersaglieri van trobar que els seus canons antitanc de 47 mm no podien penetrar l'armadura dels tancs d'infanteria Matilda. A 300 m, els artillers, llavors, van apuntar a les cadenes quan els tancs es van aixecar travessant murs de pedra i roques baixes, avariant set tancs. Per la seva conducta durant aquesta acció, Rommel va recomanar que Montemurro rebés la Creu de Ferro de Primera Classe. A costa dels set tancs, la posició va ser presa per l'Esquadró C del 4t Regiment Reial de Tancs (Royal Tank Regiment 4RTR) i la Companyia G del 2n Batalló de la Guàrdia Escocesa i el grup va avançar cap a la carretera Bir Wair-Musaid. Al voltant de les 8:00, va capturar gran camp alemany-italià, i a les 10:15 van prendre Bir Wair i Musaid davant d'una oposició esporàdica.

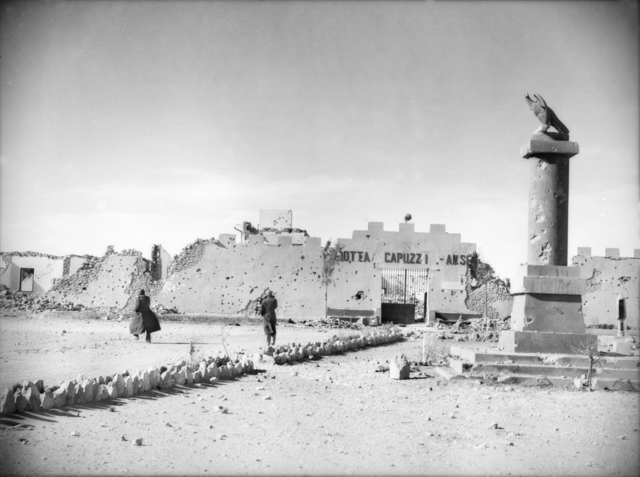
Fort Capuzzo, el punt central de bona part dels combats del dia.

Un esquadró del 4RTR i el 1r Batalló d'Infanteria Lleugera de Durham (Durham Light Infantry 1DLI) van continuar l'avanç cap a Fort Capuzzo. Ocults i protegits darrere d'una carena prop del fort hi havia entre 20 i 30 tancs alemanys, amb suport de canons antitanc. Aquests es van enfrontar amb l'esquadró A, destruint cinc tancs, però es van veure obligats a retirar-se mentre l'esquadró va pressionar a l'atac. En l'aproximació final a Fort Capuzzo, es va perdre el contacte entre els tancs del 4RTR i la companyia C del 1DLI, i l'atac al fort va començar sense suport blindat. El fort es va defensar vigorosament, i no va ser fins poc abans del migdia que la Companyia C, reunida amb l'esquadró A 4RTR i reforçada per les companyies A i B 1DLI, finalment va prendre la posició. La companyia D 1DLI, que havia estat en reserva durant l'atac, va fer un ampli moviment cap a l'esquerre per capturar un petit terreny d'aterratge al nord del fort.
A la tarda, una companyia de la 2a Guàrdia Escocesa va desplaçar-se cap a Bardia, la infanteria que va rebre un fort foc de metralladora des de tres posicions quan s'acostaven a les casernes de Sollum. Un grup de Bren carriers, comandats pel sergent F. Riley, va carregar contra les posicions de les metralladores i les va neutralitzar ràpidament, però un Bren va quedar inutilitzat quan el grup va ser posteriorment atacat per canons antitanc. Riley va fer una segona càrrega, silenciant-los també i fent presoners els seus servidors. El seu Bren va ser colpejat tres vegades; per les seves accions Riley va rebre la Medalla Militar

### Columna del desert
Al flanc del desert, el 2n Regiment Reial de Tancs (2nd Royal Tank Regiment 2RTR) va avançar amb el grup de la 7a Brigada Blindada. Durant el matí, es van rebre informes de fins a 30 vehicles blindats alemanys que operaven a prop i l'esquadró A 2RTR es va traslladar per investigar. La major part de la força alemanya s'havia retirat, però tres tancs van ser localitzats i atacats. Un Panzer IV va ser inhabilitat i els altres dos expulsats, per la pèrdua d'un tanc britànic a causa d'una fallada mecànica. Una segona força de 15 tancs alemanys va ser atacada per dos tancs del 2n Esquadró destruint un Panzer III i forçant la resta a retirar-se. Al migdia, el grup de brigada havia arribat a una posició a l'oest de Fort Capuzzo, i a la tarda els nou tancs restants de l'esquadró A 2RTR van començar una patrulla de reconeixement cap a Sidi Azeiz.

### Columna litoral
L'avanç al llarg de la carretera costanera, que mancava de suport de tancs, va ser frenat durant tot el matí per la decidida resistència italiana al fons del pas d'Halfaya. Aquest objectiu es va assolir finalment cap al vespre quan la Companyia S de la 2a Brigada de Fusellers, amb el suport d'artillers antitanc australians que lluitaven com a infanteria, va envair les posicions italianes fent uns 130 presoners.

### Reacció de les forces de l'Eix

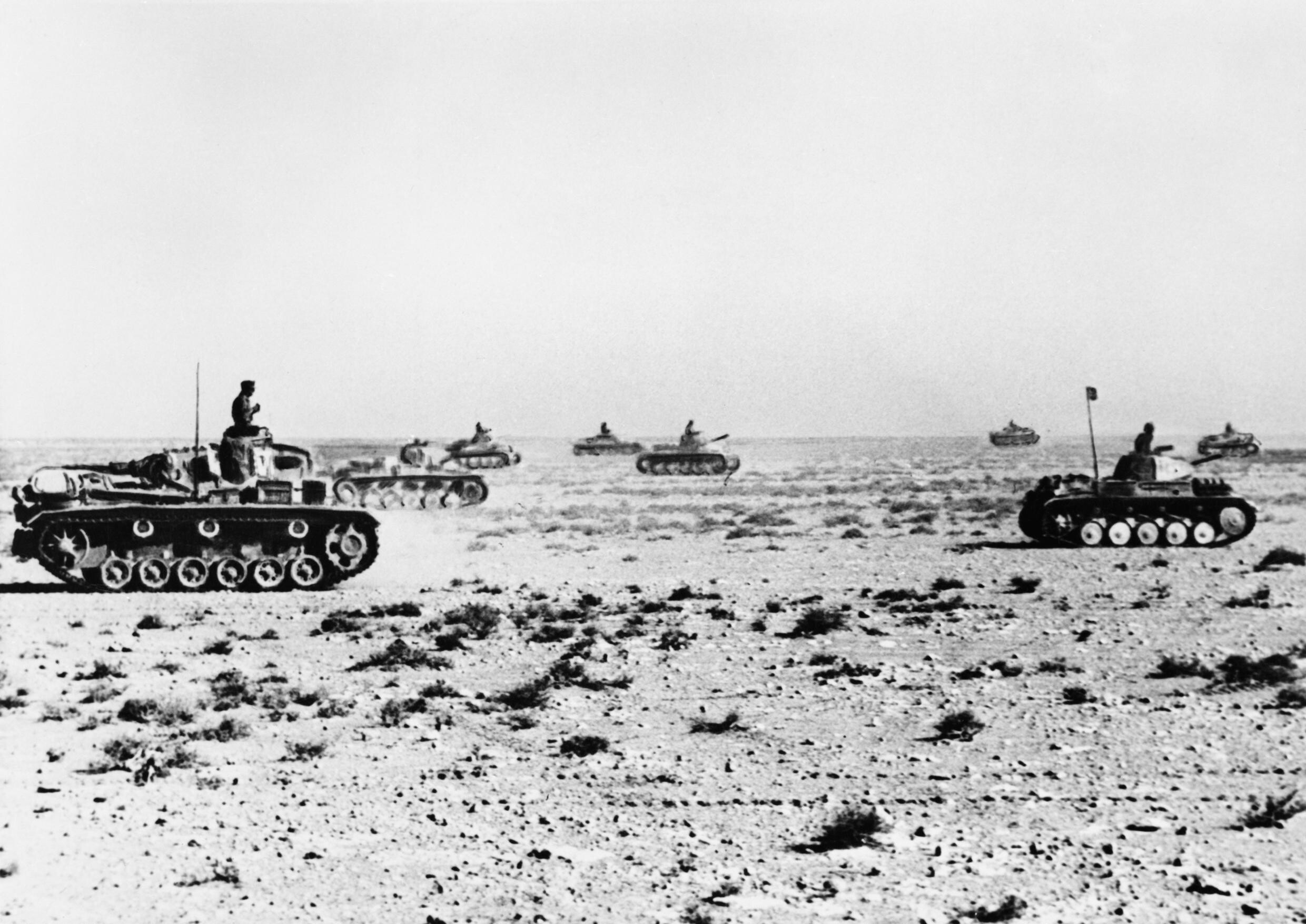
Un Panzer II (dreta) i un Panzer III (esquerra), els principals tancs utilitzats per l'Afrika Korps durant el 1941, avancen a través del desert.

Encara que els comandaments alemanys i italians al nord d'Àfrica sabien que una ofensiva britànica era imminent, l'operació Brevity els va agafar sense estar preparats, i Rommel va anotar al seu diari que els atacs inicials li havien causat pèrdues considerables. Al migdia del 15 de maig, el comandament de l'Eix mostrava signes de confusió. Es va creure erròniament que l'ofensiva implicava més de 100 tancs, i es van fer peticions reiterates tant a la Luftwaffe com a la Regia Aeronautica per a un esforç conjunt per derrotar-la. Les forces al voltant de Tobruk es van tornar a desplegar a l'est de la ciutat assetjada, per bloquejar qualsevol intent de socors i evitar que la guarnició fes una sortida per unir-se a l'avanç britànic. El tinent coronel Hans Cramer va ser enviat a reforçar el Kampfgruppe von Herff amb un batalló de tancs del 8è Regiment Panzer i una bateria de canons antiaeris de 88 mm, i es van disposar reforços addicionals sota el comandament del general Hans-Karl Freiherr von Esebeck enviat-los l'endemà.
Els alemanys van concentrar la seva resposta contra la columna central. Herff, que s'havia preparat per retrocedir, va llançar un contraatac local cap a Fort Capuzzo durant la tarda del 15 de maig amb el 2n Batalló del 5è Regiment Panzer. Al voltant de les 13:30, la companyia D 1DLI al terreny d'aterratge al nord de Ford Capuzzo va ser sobrepassada, i sense cap suport antitanc més capaç que el rifle antitanc Boys, les tropes restants de l'1DLI es van veure obligades a retrocedir cap a Musaid. Un núvol de pols desèrtica fortuït va ajudar a la seva retirada, però a les 14:45 el 5è Regiment Panzer informava que havia recuperat Capuzzo, causant grans baixes als britànics i fent 70 presoners.
Al flanc del desert, la patrulla de l'Esquadró 2RTR cap a Sidi Azeiz estava sent vigilada pel 5è Regiment Panzer, però els alemanys van identificar erròniament els tancs lleugers com a tancs d'infanteria Matilda, fortament blindats, i van informar que no era possible un atac. Herff, creient que els britànics tenien dues divisions operant a la zona, creia que estava en una posició incòmoda. La patrulla d'un esquadró es va interpretar com un intent dels britànics de concentrar-se al sud de Sidi Azeiz, en preparació per a una atac cap al nord l'endemà; tal moviment amenaçava amb escombrar la força d'Herff i desarticular el front alemany a l'àrea de Sollum-Bardia. Herff va trencar el contacte amb els britànics; el seu pla era unir-se al 8è Regiment Panzer de Cramer per muntar un contraatac concentrat l'endemà al matí.

### Retirada britànica

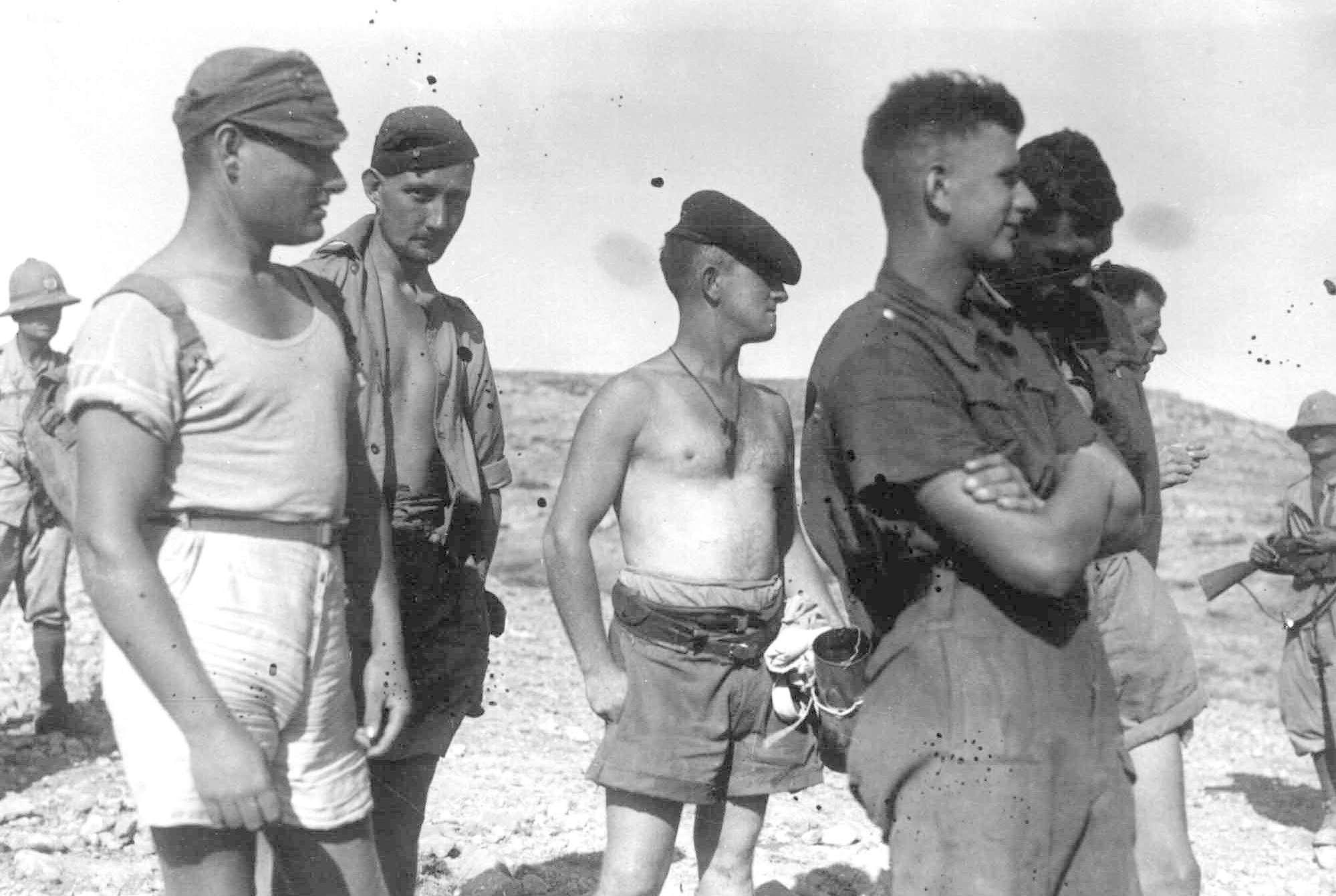
Tropes britàniques capturades pels italians

Adonant-se que el grup de la 22a Brigada de la Guàrdia seria vulnerable als contraatacs blindats alemanys a camp obert al voltant de Bir Wair i Mussaid, el brigadier Gott el va retirar durant les primeres hores del matí del 16 de maig. A les 10:00, la infanteria havia pres noves posicions al Pas d'Halfaya, tot i que el grup de la 7a Brigada Blindada va rebre l'ordre de romandre a l'oest de Fort Capuzzo de moment.
Els reforços de Cramer van arribar a la zona de Sidi Azeiz a les 03:00 i van arribar a Fort Capuzzo a les 06:30. Al voltant de les 8:00, va contactar amb el Kampfgruppe von Herff, però a mig matí els dos grups s'havien quedat sense combustible. L'avanç alemany es va reprendre a les 16:00 abans de ser aturat per uns 17 tancs del 2RTR. Els britànics van informar d'un tanc alemany incendiat i un altre danyat i que s'havia aturat un avanç de fins a cinquanta tancs, mentre que els alemanys creien que havien rebutjat un fort atac de tancs britànics. Quan s'acostava la nit, Herff va interrompre l'acció i va passar a la defensiva. Tenia la intenció de reparar els seus blindats danyats, reorganitzar-se i reprendre les operacions ofensives el 18 de maig. El 2RTR es va retirar a Bir el Khireigat, seguit inicialment per dos tancs alemanys, un dels quals es va retirar després que l'altre fos destruït. El regiment va arribar a Bir el Khireigat, d'on havia sortit dos dies abans, cap a les 02:30 del 17 de maig.

## Conseqüències

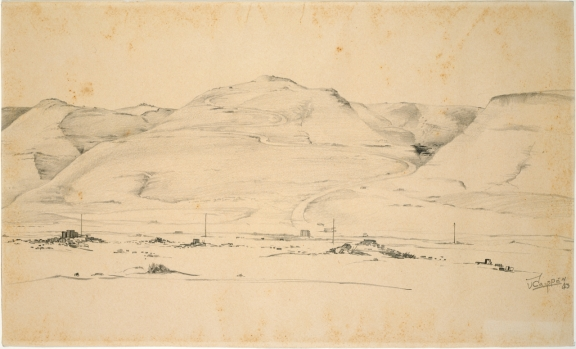
Dibuix a llapis del Pas d'Halfaya de l'artista de guerra no oficial de Nova Zelanda Jack Crippen

L'operació Brevity no va aconseguir la majoria dels seus objectius, només va aconseguir recuperar el pas de Halfaya.
L'historiador Thomas Jentz suggereix que Brevity podria haver acabat en victòria per als britànics. Mentre les seves forces de tancs lluitaven de manera ineficaç, les accions "valentes" del 2RTR i la seva patrulla cap a Sidi Azeiz havien convençut als alemanys que la batalla estava perduda a la tarda del 15 de maig. A causa del seu fracàs a l'hora d'enfrontar-se al 2RTR aquell dia, diversos comandants alemanys del Regiment Panzer 5, inclòs el seu comandant, van ser destituïts dels seus llocs després de la batalla. Jentz assenyala que una finta dels 1a i 7a RTR cap a Tobruk podria haver provocat un realineament de les forces de l'Eix, debilitant la seva posició general i potser fins i tot forçant-les a renunciar a l'àrea de Sollum
L'operació Brevetat va destacar a Rommel la importància del pas de Halfaya; El bàndol que el tingués tindria una "ruta relativament segura per als seus subministraments" durant les ofensives a la zona. El 27 de maig, va llançar l'Operació Skorpion, durant la qual Herff va recuperar el pas i va revertir l'últim guany territorial britànic de Brevity.